# Kermit's Swamp Years
Kermit’s Swamp Years (bra: Os Melhores Anos de Caco) é o filme norte-americano de 2002 em diretamente em vídeo, do gênero comédia, dirigido por David Gumpel. É o segundo longa-metragem direto para vídeo da franquia Muppets. O filme segue um jovem Caco, o Sapo e seus melhores amigos, Goggles e Croaker, que viajam para fora de suas casas nos pântanos do Deep South para uma aventura.
O filme foi lançado em VHS, DVD e no canal Starz em 18 de agosto de 2002.  Embora os direitos do filme ainda sejam propriedade da Sony Pictures, e não da The Walt Disney Company, Kermit's Swamp Years foi filmado no Disney-MGM Studios, que agora é conhecido como Disney's Hollywood Studios.

## Enredo
O filme começa nas terras pantanosas que Caco, o Sapo chama de lar. Depois de encontrar seu velho amigo Horace D'Fly novamente, ele recapitula uma aventura de sua infância em que desfrutou de uma vida serena de anfíbio com seu melhor amigo tranquilo e confiante, Croaker, o Sapo, e um amigo nervoso e covarde, Goggles the Toad. O jovem Caco se pergunta o que há além do pântano, mas seus companheiros não pensam o mesmo. Os amigos encontram o Dr. Hugo Krassman (John Hostetter) e sua assistente Mary (Kelly Collins Lintz), com a intenção de capturar sapos. Arnie, o crocodilo os salva e os avisa sobre os perigos que se escondem fora do pântano. No dia seguinte, eles encontram o valentão Blotch, um enorme sapo-touro, que ataca o Goggles. A luta se transforma em uma estrada, onde o par é levado pelo dono de uma loja de animais chamado Wilson (William Bookston), e Caco e Croaker se aventuram em uma missão para salvar seus amigos.
Quando Goggles e Blotch são levados para uma loja de animais, a raiva de Blotch faz com que o casal seja colocado em uma gaiola com Vicki, a cobra, que pretende comer Blotch. O Goggles o salva incitando Vicki a atacá-lo e usando sua glândula de veneno. Enquanto isso, os outros animais da loja conseguem convencer Goggles e Blotch em um animado número musical de que ser vendido para alguém como animal de estimação não é uma ideia tão ruim.
Depois de ser atropelado pelo caminhão de Wilson e com marcas de pneus em seu peito, Croaker não consegue mais pular e começa a perder sua bravura. Caco e Croaker encontram um cão vadio chamado Pilgrim (dublado por Cree Summer ), que os salva de Krassman e Mary, então decide ajudá-los a encontrar seus amigos. Caco consegue encontrar o caminhão de Wilson usando balões de hélio, mas descobre que eles não estão mais no veículo. Caco se reconecta com Pilgrim e Croaker novamente, e juntos eles encontram a loja de animais de estimação de Wilson. Depois que Caco deu a ele uma curta conversa de vitalidade, Croaker finalmente conseguiu pular novamente pulando pela janela e ajudou Caco a subir pela janela, mas eles descobriram por Vicki que seus amigos foram para a George Washington High School.
No dia seguinte, Caco e Croaker intencionalmente são descobertos por Wilson para serem levados para a escola e escaparem na chegada. Eles encontram Pilgrim novamente, que os segue. Ao tentar encontrar Goggles e Blotch, Pilgrim e Croaker são capturados por Wilson. Caco ouve Wilson indo para a aula de biologia, então ele pega uma carona na mochila de um aluno. Krassman decide dissecar os óculos, mas Blotch assume seu lugar para retribuir o favor por resgatá-los de Vicki. Krassman decide dissecar Croaker, quando Wilson o traz para a classe. Mary se recusa a mostrar à classe como a dissecção é feita, então ela sai da sala de aula. Em um resgate ousado, Caco consegue libertar Croaker da mesa de dissecação e afastar o Dr. Krassman usando algumas técnicas de espadachim que ele aprendeu antes no cinema, mas Krassman é capaz de derrotar Caco, Croaker e Blotch. Goggles encontra a faca que Caco deixou cair, mas depois que ele a pega, Krassman o vê.
Apesar das advertências de que Caco nunca deve falar com humanos, Caco impede Krassman de dissecar óculos por falar e pede-lhe que solte os sapos. Esta ação leva Krassman a revelar que, quando criança, ele estava prestes a dissecar seu primeiro sapo quando o sapo implorou para que ele parasse, mas o sapo se recusou a dizer qualquer coisa para todos na classe de Krassman, o que o fez ser humilhado. Com a verdade revelada de que sapos podem falar, Krassman liberta todos os sapos, dispensa a classe e permite que Caco e seus amigos voltem para casa. Depois de um passeio de volta à fronteira do pântano no caminhão de Wilson, Wilson adota Pilgrim e os quatro amigos voltam para casa.
De volta ao presente, Caco diz que todos eles ainda são amigos. Ele então entra no pântano para se encontrar com seus três velhos amigos, e Horace D'Fly é visto cantando.

## Elenco
- William Bookston - Wilson
- John Hostetter - Hugo Krassman
- Christian Kebbel - Jovem Jim Henson
- Kelly Collins Lintz - Mary
- Cree Summer - Pilgrim the Dog (voz), Kermit the Frog's Mom (voz)

### Elenco dos Muppets
- Steve Whitmire - Caco, o Sapo, Jack, o Coelho, Chico, o Sapo
- Joey Mazzarino - Goggles the Toad, Turtle #1
- Bill Barretta - Croaker the Frog, Horace D'Fly, Roy the Frog, Turtle #2
- Alice Dinnean - Vicki, a Cobra, Caco, a Mãe do Sapo (titereiro), Pilgrim, o Cachorro (titereiro)
- John Kennedy - Arnie, o Jacaré, Mancha o Rã-Touro, Macaco
- Dave Goelz - Jovem Waldorf
- Jerry Nelson - Young Statler